# Euthalia occidentalis
Euthalia occidentalis är en fjärilsart som beskrevs av Hall 1930. Euthalia occidentalis ingår i släktet Euthalia och familjen praktfjärilar. Inga underarter finns listade i Catalogue of Life.